# 인류의 교회 (만화)
인류의 교회(영어: Church of Humanity)는 마블 코믹스에 등장하는 허구의 단체로 기독교를 기반으로 한 반
(反)뮤턴트 종교 단체이다. 조 카시가 창작한 것이지만, 언캐니 엑스맨의 작가인 척 오스텐은 이 적대 단체를 논란이 있는 이야기 속에 활용했다. 그 이야기에는 최근에 신직으로 임명된 나이트크롤러를 교황으로 취임시키고 화염을 일으키는 성찬식 웨이퍼를 이용한 거짓 휴거를 만들어서 가톨릭 교회를 전복시키는 계획이 포함되어 있었다 (그러나 가톨릭교에서는 휴거라는 개념이 유효하지 않다).

## 허구의 역사
'인류의 교회(Church of Humanity)'는 인간이 하나님의 이미지로 창조되었지만 뮤턴트는 아니라고 전도한다. 이 단체는 반 뮤턴트 그룹인 '인류의 친구들(Friends of Humanity)'의 더 급진적인 계열 중 하나로, 종교적인 논조를 가지고 있으며, 우회교사 윌리엄 스트라이커 목사의 추종자들인 퓨리파이어스(Purifiers)와 유사하다. 실제로 '크리스천 아이덴티티' 운동과 같은 백인 우월주의 종교적 단체와 유사한 특징을 가지고 있다.
'인류의 교회(Church of Humanity)'는 스킨, 매그마, 주빌리와 같은 몇몇 뮤턴트를 X맨션의 잔디밭에서 십자가에 못 박았다. 대천사는 치유하는 피를 사용하여 매그마와 주빌리를 부활시켰지만, 스킨을 포함한 다른 몇몇 인물은 같은 행운을 가지지 못했다. X맨은 조사를 진행하며 '인류의 교회'의 본부를 찾아냈다.

## 회원
- 교황(Supreme Pontiff): 인류의 교회의 지도자이다.[3]
- 총독
- 미스터 클린
- 돌연변이 143